# Marko Babić
Pour les articles homonymes, voir Babić.
Marko Babić, né le 28 janvier 1981 à Osijek (Croatie), est un footballeur international croate. Il joue au poste de milieu de terrain avec l'équipe de Croatie.

## Carrière

### En club
- 1997-2000 : NK Osijek -  Croatie : 16 matchs et 0 but
- 2000-2007 : Bayer Leverkusen -  Allemagne : 176 matchs et 18 buts
- 2007-2009 : Betis Séville -  Espagne : 10 matchs et 0 but
  - jan 2009-2009 : Hertha Berlin -  Allemagne [1] (prêt)
- 2009-2010 : Real Saragosse -  Espagne
- depuis mars 2011 : NK Osijek -  Croatie

### En équipe nationale
Il a eu sa première cape en mai 2002 à l'occasion d’un match contre l'équipe de Hongrie. 
Babić participe à la coupe du monde 2006 avec l'équipe de Croatie.

## Palmarès
- 49 sélections et 3 buts avec l'équipe de Croatie.
- Finaliste de la Ligue des Champions 2001-2002